# أحمد اللبابيدي
أحمد لبابيدي ممثل سوري.

## حياته ونشأته ومسيرته
بدأ مسيرته الفنية مذ كان عمره عشرَ سنوات . وهو من مواليد دمشق يوم (25 مايو 1991), يعد واحداً من أفضل الممثلين الصغار على مستوى الدراما العربية, تميز بفصاحته وموهبته الفذة في القيام بأدوار رئيسية في مسلسلات تاريخية للمخرج حاتم علي.
ولد أحمد داخل سور دمشق القديمة، في حي يعرف بحي العمارة الجوانية، وقد تميز منذ طفولته المبكرة بفصاحته وموهبته في التمثيل، التي اتضحت في دروس المسرح بالمدرسة، كانت بدايته الفعلية عام 2001 عندما عرض عليه صديقه بالمدرسة وهو كان قد مثل بالجزء الأول من مسلسل يوميات جميل وهناء عام 1997 , عرض عليه أن يختبر موهبته في التمثيل بالمسلسل الذي كان يطلب مخرجه طفلاً يقوم بدور ابن أيمن زيدان الصغير، دخل أحمد التجربة بنجاح وكان هذا العمل نقطة الانطلاق لشهرته وحب المشاهدين له لإبداعه في التمثيل.
أحمد اللبابيدي استطاع أن يتميز في دراسته بشكل ملحوظ أيضاً, حتى أنه غاب عن الوسط الفني عندما شب لكي لا يلهيه عن دراسته الجامعية . وهو الآن خريج كلية الطب البشري من جامعة دمشق.

## أعمالهُ

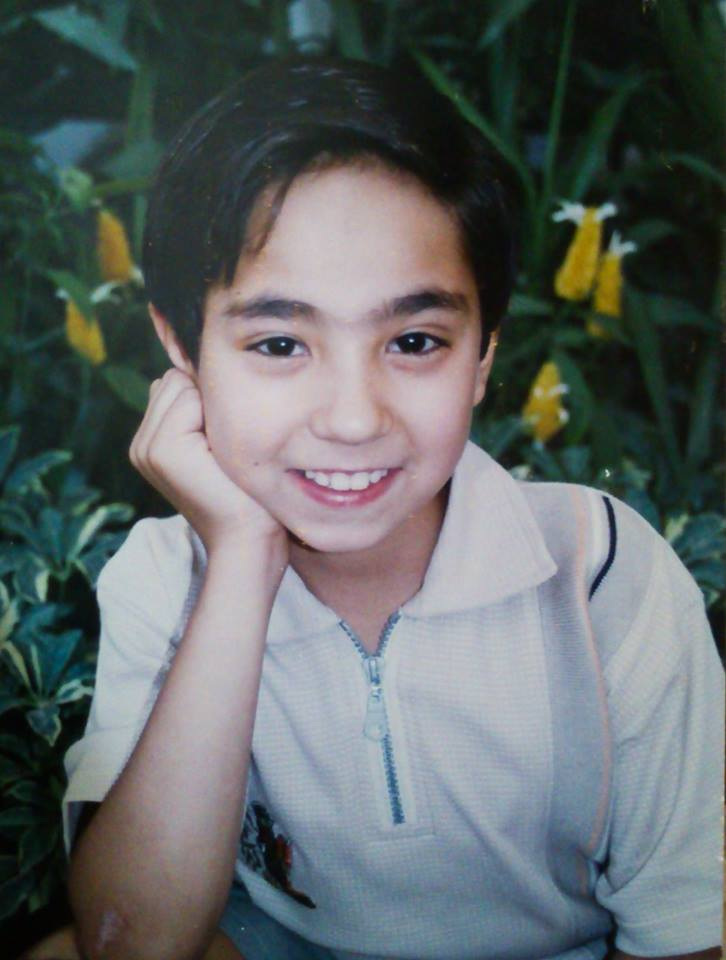
التقطت سنة 2001 أثناء تصوير مسلسل ألو جميل ألو هناء

مسلسل ألو جميل ألو هناء بدور سامي الابن الأصغر لجميل.
مسلسل (أنت عمري ) بدور سمير ابن أيمن زيدان
مسلسل صلاح الدين الأيوبي بدور عبد الله المقدم سيف الدين
مسلسل صقر قريش بدور عبد الرحمن الداخل صغيراً.
مسلسل ربيع قرطبة بدور هشام المؤيد بالله الصغير.
مسلسل أحلام كبيرة بدور رشيد.~مسلسل مرزوق على جميع الجبهات
مسلسل الانتظار بدور رجا .
وله عدة مشاركات بمسلسل بقعة ضوء لعل من أفضلها وأكثرها ضجة اً حلقة الطموح التي كان هو بطلها.